# K-553 Generalísimo Suvorov
El K-553 Generalísimo Suvorov es un submarino de misiles balísticos de propulsión nuclear de la clase Borei (Proyecto955A) desarrollado por Rubin Design Bureau y construido por Sevmash para la Armada rusa. El submarino lleva el nombre de Alexander Suvorov.

## Construcción
El submarino se colocó el 26 de diciembre de 2014. A finales de 2015, se terminó el casco del submarino. Se sacó del taller el 25 de diciembre de 2021 y se botó el 11 de enero de 2022. Comenzó las pruebas de mar el 20 de julio de 2022.
El 25 de octubre de 2022 se publicó la primera foto del Generalísimo Suvorov en las pruebas de mar.
El 1 de noviembre de 2022, se estaba preparando para la puesta en marcha y el 3 de noviembre lanzó un misil balístico Bulava desde una posición sumergida durante las pruebas en el Mar Blanco. El misil alcanzó con éxito un objetivo en el rango de Kura en la península de Kamchatka. El 7 de noviembre, se terminaron todas las pruebas y se estaba preparando para la puesta en servicio.

## Historial operativo
Fue dado de alta para el servicio el 29 de diciembre de 2022.  principios de 2023, se informó que el submarino operaba desde Severomorsk en el área operativa de la Flota del Norte , donde su tripulación continuaba su entrenamiento. Una vez completado el entrenamiento, se informó que comenzó su transferencia a la Flota del Pacífico en agosto de 2023, que se completó el 16 de octubre de 2023.
Su comandante es el capitán de primer rango Viktor Artyomov.